# Lemon Tree (Fools Garden)
Lemon Tree is een nummer van de Duitse band Fools Garden. Het is de tweede single van hun derde studioalbum Dish of the Day uit 1995. Het nummer werd op 3 november 1995 in de gehele EU op single uitgebracht en op 8 september 1996 in Australië en Nieuw-Zeeland. De single is de enige grote hit die de band had en gaat over verveling.

## Achtergrond
De single werd een wereldwijde hit, met een nummer 1-positie in Fools Garden' thuisland Duitsland, Oostenrijk, Ierland, IJsland, Noorwegen en Zweden. In de Eurochart Hot 100 werd de vierde positie behaald, Australië de 31e, Nieuw-Zeeland de veertiende, Canada de tiende, de Verenigde Staten de dertiende en in het Verenigd Koninkrijk de 26e positie in de UK Singles Chart. 
In Nederland werd de plaat begin 1996 veel gedraaid op de landelijke radiozenders en werd een grote hit. De single bereikte de tiende positie in de Nederlandse Top 40 op Radio 538 en de twaalfde positie in de publieke hitlijst; de Mega Top 50 op Radio 3FM.
In België bereikte de single de tweede positie in zowel de Vlaamse Ultratop 50, de Vlaamse Radio 2 Top 30 en de Waalse Ultratop 50.
Sinds de allereerste editie in december 1999 staat de single onafgebroken (behalve in 2000) genoteerd in de jaarlijkse NPO Radio 2 Top 2000 van de Nederlandse publieke radiozender NPO Radio 2, met als hoogste notering een 598e positie in 2002.

## NPO Radio 2 Top 2000
| Nummer met noteringen in de NPO Radio 2 Top 2000 | '99 | '00 | '01  | '02 | '03 | '04 | '05  | '06 | '07  | '08 | '09  | '10 | '11  | '12 | '13 | '14 | '15 | '16 | '17 | '18 | '19 | '20 | '21 | '22 | '23 | '24 |
| ------------------------------------------------ | --- | --- | ---- | --- | --- | --- | ---- | --- | ---- | --- | ---- | --- | ---- | --- | --- | --- | --- | --- | --- | --- | --- | --- | --- | --- | --- | --- |
| Lemon Tree                                       | 854 | -   | 1171 | 598 | 717 | 928 | 1012 | 958 | 1110 | 941 | 1119 | 953 | 1066 | 789 | 749 | 838 | 745 | 960 | 906 | 746 | 850 | 769 | 772 | 804 | 877 | 876 |

1. ↑  Een '-' betekent dat het nummer niet was genoteerd en een vetgedrukt getal geeft de hoogste notering aan.